# Großderschau
Großderschau település Németországban, azon belül Brandenburgban. Lakosainak száma 424 fő (2023. december 31.).

## Népesség
A település népességének változása:
| Lakosok száma | 447  | 436  | 433  | 427  | 424  |
|               | 2017 | 2019 | 2021 | 2022 | 2023 |